# Grand Prix Belgii 1953
Grand Prix Belgii 1953 (oryg. Grand Prix de Belgique) – 4. runda Mistrzostw Świata Formuły 1 w sezonie 1953, która odbyła się 21 czerwca 1953 po raz 4. na torze Circuit de Spa-Francorchamps.
15. Grand Prix Belgii, 4. zaliczane do Mistrzostw Świata Formuły 1.

## Wyniki

### Kwalifikacje
Źródło: statsf1.com
| P  | Nr | Kierowca                | Konstruktor(-silnik)  | Opony | Czas | Odstęp | Strata |
| -- | -- | ----------------------- | --------------------- | ----- | ---- | ------ | ------ |
| 1  | 4  | Juan Manuel Fangio      | Maserati              | P     | 4:30 | -      | -      |
| 2  | 10 | Alberto Ascari          | Ferrari               | P     | 4:32 | +2     | +2     |
| 3  | 2  | José Froilán González   | Maserati              | P     | 4:32 | +0     | +2     |
| 4  | 12 | Giuseppe Farina         | Ferrari               | P     | 4:36 | +4     | +6     |
| 5  | 8  | Luigi Villoresi         | Ferrari               | P     | 4:39 | +3     | +9     |
| 6  | 28 | Onofre Marimón          | Maserati              | P     | 4:40 | +1     | +10    |
| 7  | 14 | Mike Hawthorn           | Ferrari               | P     | 4:42 | +2     | +12    |
| 8  | 18 | Maurice Trintignant     | Gordini               | E     | 4:45 | +3     | +15    |
| 9  | 30 | Emmanuel de Graffenried | Maserati              | P     | 4:49 | +4     | +19    |
| 10 | 6  | Johnny Claes            | Maserati              | P     | 4:50 | +1     | +20    |
| 11 | 24 | Paul Frère              | HWM-Alta              | D     | 4:52 | +2     | +22    |
| 12 | 20 | Harry Schell            | Gordini               | E     | 4:53 | +1     | +23    |
| 13 | 32 | Louis Rosier            | Ferrari               | D     | 4:56 | +3     | +26    |
| 14 | 16 | Jean Behra              | Gordini               | E     | 4:57 | +1     | +27    |
| 15 | 38 | Fred Wacker             | Gordini               | E     | 5:03 | +6     | +33    |
| 16 | 26 | Peter Collins           | HWM-Alta              | D     | 5:03 | +0     | +33    |
| 17 | 22 | Lance Macklin           | HWM-Alta              | D     | 5:14 | +11    | +44    |
| 18 | 40 | André Pilette           | Connaught-Lea-Francis | E     | 5:23 | +9     | +53    |
| 19 | 36 | Arthur Legat            | Veritas               | E     | 5:41 | +18    | +1:11  |
| 20 | 34 | Georges Berger          | Simca-Gordini         | E     | 5:58 | +17    | +1:28  |
| P  | Nr | Kierowca                | Konstruktor(-silnik)  | Opony | Czas | Odstęp | Strata |

### Wyścig
Źródła: statsf1.com
| P                                                     | + / – | Nr | Kierowca                        | Konstruktor           | Opony | Okr.  | Czas / Strata | Komentarz    |
| ----------------------------------------------------- | ----- | -- | ------------------------------- | --------------------- | ----- | ----- | ------------- | ------------ |
| 1                                                     | 1     | 10 | Alberto Ascari                  | Ferrari               | P     | 36    | 2:48:30,3     |              |
| 2                                                     | 3     | 8  | Luigi Villoresi                 | Ferrari               | P     | 36    | +2:48,2       |              |
| 3                                                     | 3     | 28 | Onofre Marimón                  | Maserati              | P     | 35    | +1 okr.       |              |
| 4                                                     | 5     | 30 | Emmanuel de Graffenried         | Maserati              | P     | 35    | +1 okr.       |              |
| 5                                                     | 3     | 18 | Maurice Trintignant             | Gordini               | E     | 35    | +1 okr.       |              |
| 6                                                     | 1     | 14 | Mike Hawthorn                   | Ferrari               | P     | 35    | +1 okr.       |              |
| 7                                                     | 5     | 20 | Harry Schell                    | Gordini               | E     | 33    | +3 okr.       |              |
| 8                                                     | 5     | 32 | Louis Rosier                    | Ferrari               | D     | 33    | +3 okr.       |              |
| 9                                                     | 6     | 38 | Fred Wacker                     | Gordini               | E     | 32    | +4 okr.       |              |
| 10                                                    | 1     | 24 | Paul Frère                      | HWM-Alta              | D     | 30    | +6 okr.       |              |
| 11                                                    | 7     | 40 | André Pilette                   | Connaught-Lea-Francis | E     | 29    | +7 okr.       |              |
| Niesklasyfikowani                                     |       |    |                                 |                       |       |       |               |              |
|                                                       |       | 6  | Johnny Claes Juan Manuel Fangio | Maserati              | P     | 13 22 | +1 okr.       | wypadek      |
|                                                       |       | 22 | Lance Macklin                   | HWM-Alta              | D     | 19    | +17 okr.      | silnik       |
|                                                       |       | 12 | Giuseppe Farina                 | Ferrari               | P     | 16    | +20 okr.      | silnik       |
|                                                       |       | 4  | Juan Manuel Fangio              | Maserati              | P     | 13    | +23 okr.      | silnik       |
|                                                       |       | 2  | José Froilán González           | Maserati              | P     | 11    | +25 okr.      | przepustnica |
|                                                       |       | 16 | Jean Behra                      | Gordini               | E     | 9     | +27 okr.      | silnik       |
|                                                       |       | 26 | Peter Collins                   | HWM-Alta              | D     | 4     | +32 okr.      | sprzęgło     |
|                                                       |       | 34 | Georges Berger                  | Simca-Gordini         | E     | 3     | +33 okr.      | silnik       |
|                                                       |       | 36 | Arthur Legat                    | Veritas               | E     | 0     | +36 okr.      | przekładnia  |
| Nie wystartowali / niedopuszczeni do ponownego startu |       |    |                                 |                       |       |       |               |              |
|                                                       |       | 42 | Jacques Swaters                 | Ferrari               | E     | 0     |               |              |
|                                                       |       | 44 | Charles de Tornaco              | Ferrari               | E     | 0     |               |              |
| P                                                     | + / – | Nr | Kierowca                        | Konstruktor           | Opony | Okr.  | Czas / Strata | Komentarz    |

### Najszybsze okrążenie
Źródło: statsf1.com
| Nr | Kierowca              | Konstruktor | Czas | Okr. |
| -- | --------------------- | ----------- | ---- | ---- |
| 2  | José Froilán González | Maserati    | 4:34 | 2    |

### Prowadzenie w wyścigu
Źródło: statsf1.com
| Nr                              | Kierowca              | Konstruktor | Okrążenia | Suma |
| ------------------------------- | --------------------- | ----------- | --------- | ---- |
| 10                              | Alberto Ascari        | Ferrari     | 14-36     | 23   |
| 2                               | José Froilán González | Maserati    | 1-11      | 11   |
| 4                               | Juan Manuel Fangio    | Maserati    | 12-13     | 2    |
| \| Wykres \| \| ------ \| \| \| |                       |             |           |      |
| Wykres                          |                       |             |           |      |
|                                 |                       |             |           |      |

## Klasyfikacja po wyścigu
Pierwsza piątka otrzymywała punkty według klucza 8-6-4-3-2, 1 punkt przyznawany był dla kierowcy, który wykonał najszybsze okrążenie w wyścigu. Klasyfikacja konstruktorów została wprowadzona w 1958 roku. Liczone było tylko 4 najlepsze wyścigi danego kierowcy.
Uwzględniono tylko kierowców, którzy zdobyli jakiekolwiek punkty
| P  | +/− | Kierowca                | Starty | Punkty | P1 | P2 | P3 | PP | NO | NS |
| -- | --- | ----------------------- | ------ | ------ | -- | -- | -- | -- | -- | -- |
| 1  | 0   | Alberto Ascari          | 3      | 25     | 3  | –  | –  | 2  | 1  | –  |
| 2  | +1  | Luigi Villoresi         | 3      | 13     | –  | 2  | –  | –  | 1  | 1  |
| 3  | −1  | Bill Vukovich           | 1      | 9      | 1  | –  | –  | 1  | 1  | –  |
| 4  | +2  | José Froilán González   | 3      | 7      | –  | –  | 2  | –  | 1  | 1  |
| 5  | −1  | Giuseppe Farina         | 3      | 6      | –  | 1  | –  | –  | –  | 2  |
| 6  | −1  | Art Cross               | 1      | 6      | –  | 1  | –  | –  | –  | –  |
| 7  | 0   | Mike Hawthorn           | 3      | 6      | –  | –  | –  | –  | –  | –  |
| 8  | +3  | Emmanuel de Graffenried | 2      | 5      | –  | –  | –  | –  | –  | –  |
| 9  | N   | Onofre Marimón          | 1      | 4      | –  | –  | 1  | –  | –  | –  |
| 10 | −2  | Felice Bonetto          | 2      | 2      | –  | –  | 1  | –  | –  | 1  |
| 11 | −2  | Duane Carter            | 1      | 2      | –  | –  | 1  | –  | –  | 1  |
| 11 | −2  | Sam Hanks               | 1      | 2      | –  | –  | 1  | –  | –  | –  |
| 13 | N   | Maurice Trintignant     | 3      | 2      | –  | –  | –  | –  | –  | –  |
| 14 | −3  | Oscar Alfredo Gálvez    | 1      | 2      | –  | –  | –  | –  | –  | –  |
| 14 | −3  | Jack McGrath            | 1      | 2      | –  | –  | –  | –  | –  | –  |
| 16 | −2  | Paul Russo              | 1      | 1,5    | –  | –  | –  | –  | –  | 1  |
| 16 | −2  | Fred Agabashian         | 1      | 1,5    | –  | –  | –  | –  | –  | –  |
| P  | +/− | Kierowca                | Starty | Punkty | P1 | P2 | P3 | PP | NO | NS |